# Clematis songorica
Clematis songorica là một loài thực vật có hoa trong họ Mao lương. Loài này được Bunge mô tả khoa học đầu tiên năm 1839.